# Limeil-Brévannes
Limeil-Brévannes is een gemeente in Frankrijk, in het departement Val-de-Marne in de regio Île-de-France.
Er ligt geen station in de gemeente. Het dichtstbijzijnde station is Boissy-Saint-Léger in de gelijknamige gemeente. Limeil-Brévannes ontsloten via de A86, N6 richting Valenton.
Nabij Limeil-Brévannes liggen bossen genaamd Gros Bois, Bois de Grandville en Bois de la Grange.
In Limeil-Brévannes is OMMIC gevestigd, een Philips-bedrijf dat in het verleden beter bekend was als 'Philips Microwave Limeil' (PML) of 'Laboratoire d'Electronique Philips'. OMMIC is in januari 2000 ontstaan met als doel innovatie op het gebied van III-V Integrated Circuits (IC's).

## Demografie
Onderstaande figuur toont het verloop van het inwonertal (bron: INSEE-tellingen).

## Kerken en kastelen
- Kerk Saint-Martin (église Saint-Martin)
- Kasteel van Brévannes

## Ziekenhuizen
- Ziekenhuis Emile-Roux (hôpital Emile-Roux)